# 시분역
시분역(일본어: 志文駅 しぶんえき[*])은 일본 홋카이도 이와미자와시에 위치한 홋카이도 여객철도 무로란 본선의 철도역이다. 상대식 승강장 2면 2선의 구조를 갖춘 지상역이다.

## 타는 곳
| 1 | ■ 무로란 본선 | 상행 | 구리야마 · 오이와케 · 도마코마이 방면 |
| 2 | ■ 무로란 본선 | 하행 | 이와미자와 방면                       |

## 역 주변
- 이와미자와 시분 우체국

## 역사
- 1902년 8월 1일 : 홋카이도 탄광 철도의 화물역으로서 개업.
- 1903년 4월 21일 : 여객 · 화물 취급 개시.
- 1906년 10월 1일 : 홋카이도 탄광 철도의 철도 노선 국유화에 의해, 일본국유철도로 이관.
- 1914년 11월 11일 : 만지 게이벤 선이 이 역부터 만지탄잔까지 개업.
- 1922년 9월 2일 : 만지 게이벤 선이 만지 선으로 개칭.
- 1961년 10월 1일 : 이와미자와 - 시분 간 선로 용량 부족 해제로 인해, 별선을 증설. 사용개시.
- 1962년 1월 15일 : 화물 취급 폐지.
- 1984년 2월 1일 : 소화물 취급 폐지.
- 1985년 4월 1일 : 만지 선 전 노선이 폐지.
- 1987년 4월 1일 : 일본국유철도 분할 민영화에 의해, 홋커이도 여객철도가 승계.
- 1988년 : 지금의 역사가 준공.

## 인접 역
| 홋카이도 여객철도 무로란 본선 | 홋카이도 여객철도 무로란 본선 | 홋카이도 여객철도 무로란 본선   |
| ----------------------------- | ----------------------------- | ------------------------------- |
| 구리사와 도마코마이 방면      | ■ 무로란 본선                 | 이와미자와 A 13 이와미자와 방면 |